# كيث جيفري
كيث جيفري (بالإنجليزية: Keith Jeffery)‏ هو مؤرخ بريطاني، ولد في 11 يناير 1952 في بلفاست في المملكة المتحدة، وتوفي في 12 فبراير 2016.